# هوازدگی

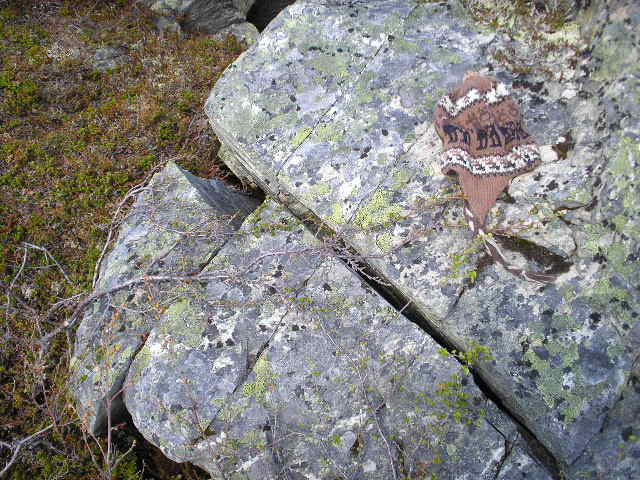
هوازدگی جنگلی

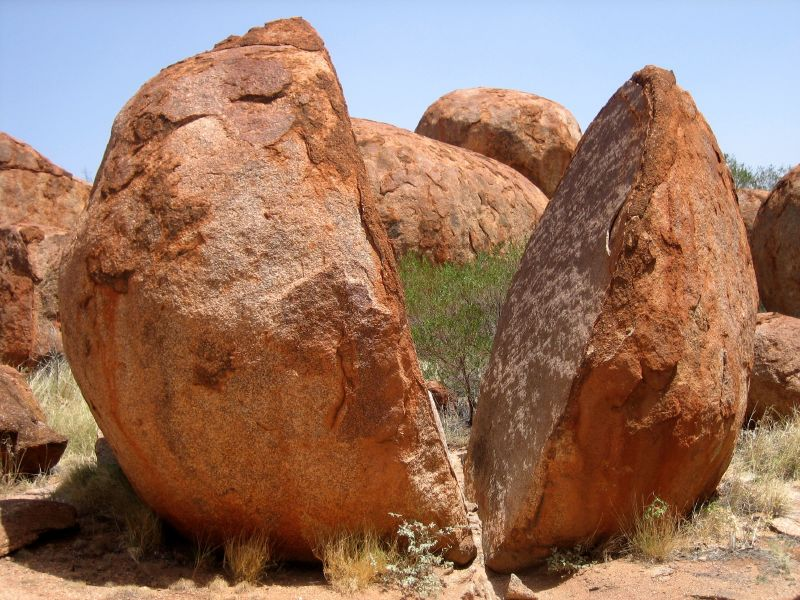
تخته‌سنگ دونیم‌شده بر اثر هوازدگی

هوازدگی متلاشی شدن سنگ‌های پوستهٔ زمین به‌وسیلهٔ تماس مستقیم سطح کُرهٔ زمین با هواکُره است. یا به عبارت دیگر، هوازدگی یعنی فرایندی که باعث تغییر در ساختار و شکل سنگ می‌شود.
هوازدگی عبارت است از تجزیه سنگ‌ها، خاک و مواد معدنی و همچنین چوب و مواد مصنوعی از طریق تماس با جو زمین، آب و موجودات بیولوژیکی زمین. هوازدگی درجا (در محل) رخ می‌دهد، یعنی در همان مکان، با کمی حرکت یا بدون حرکت، و بنابراین نباید با فرسایش اشتباه گرفته شود، که شامل حرکت سنگ‌ها و مواد معدنی توسط عوامل مانند آب، یخ، برف، باد، امواج و گرانش و سپس در مکان‌های دیگر منتقل و انباشته می‌شوند.
دو طبقه‌بندی مهم فرایندهای هوازدگی وجود دارد - هوازدگی فیزیکی و شیمیایی. هر یک گاه شامل یک مؤلفه بیولوژیکی است. هوازدگی مکانیکی یا فیزیکی شامل تجزیه سنگ‌ها و خاک از طریق تماس مستقیم با شرایط جوی مانند گرما، آب، یخ و فشار است. طبقه‌بندی دوم، هوازدگی شیمیایی، شامل تأثیر مستقیم مواد شیمیایی جوی یا مواد شیمیایی بیولوژیکی است که به عنوان هوازدگی بیولوژیکی در تجزیه سنگ‌ها، خاک‌ها و مواد معدنی شناخته می‌شوند. در حالی که هوازدگی فیزیکی در محیط‌های بسیار سرد یا بسیار خشک شدیدتر است، واکنش‌های شیمیایی در جایی که آب و هوا مرطوب و گرم است شدیدتر است. با این حال، هر دو نوع هوازدگی با هم اتفاق می‌افتند، و هر یک تمایل به تسریع دیگری دارند. به عنوان مثال، سایش جسمی (مالیدن به هم) اندازه ذرات را کاهش می‌دهد و بنابراین باعث افزایش سطح آن‌ها می‌شود و باعث می‌شود که آن‌ها نسبت به واکنش‌های شیمیایی حساس‌تر شوند. عوامل مختلف به‌طور هماهنگ عمل می‌کنند تا مواد معدنی اولیه (فلدسپات و میکا) را به مواد معدنی ثانویه (خاک رس و ترکیبات کربنی) تبدیل کنند و عناصر مغذی گیاه را به صورت‌های محلول آزاد کنند.
مواد باقی مانده پس از تجزیه سنگ همراه با مواد آلی باعث ایجاد خاک می‌شوند. مقدار مواد معدنی خاک توسط ماده والد تعیین می‌شود؛ بنابراین، خاک حاصل از یک نوع سنگ واحد اغلب می‌تواند در یک یا چند ماده معدنی مورد نیاز برای باروری خوب، کمبود داشته باشد، در حالی که خاکی که از مخلوطی از انواع سنگ‌ها (مانند رسوبات یخچالی، ائولی یا آبرفتی) حاصل می‌شود، غالباً خاک حاصلخیزتری است. علاوه بر این، بسیاری از شکل‌های زمینی و مناظر زمین نتیجه فرایند هوازدگی همراه است.

## هوازدگی فیزیکی

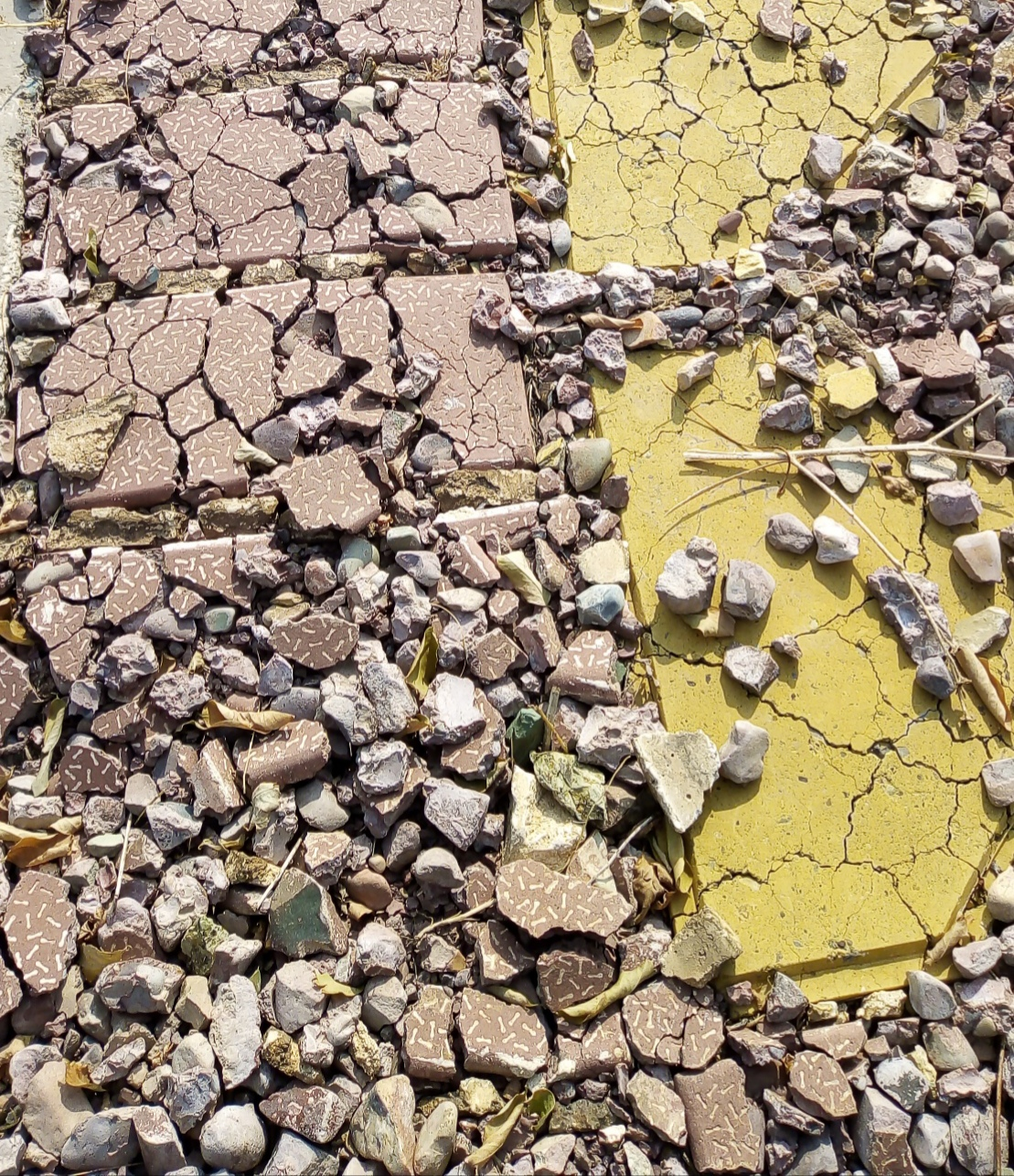
هوازدگی فیزیکی و تخریب سنگفرش شهری

عواملی مانند تغییرات دما و انجماد سبب خرد شدن سنگ‌ها می‌شوند، بدون این‌که ترکیب شیمیایی آن‌ها را تغییر دهند. این نوع هوازدگی را عموماً هوازدگی فیزیکی می‌گویند. هوازدگی فیزیکی، همچنین هوازدگی مکانیکی یا تفکیک نامیده می‌شود، کلاً فرایندی است که باعث تجزیه سنگ‌ها بدون تغییر شیمیایی می‌شود. فرایند اصلی در هوازدگی جسمی سایش است (فرایندی که با استفاده از آن اندازه ذرات کاهش می‌یابد). با این حال، هوازدگی شیمیایی و فیزیکی اغلب دست به دست هم می‌دهند. هوازدگی فیزیکی ممکن است به دلیل دما، فشار، یخبندان و غیره رخ دهد به عنوان مثال، ترک‌های ناشی از هوازدگی فیزیکی باعث افزایش سطح در معرض فرایند شیمیایی می‌شوند، بنابراین سرعت تجزیه را افزایش می‌دهد.
فرسایش توسط آب، یخ و باد فرایندهای پر از رسوب می‌تواند دارای قدرت برش فوق‌العاده‌ای باشد، به طوری که به وفور در دره‌های سرتاسر جهان مشاهده می‌شود. در مناطق یخبندان، توده‌های بزرگ یخی متحرک که با قطعات سنگی خاک و سنگ تعبیه شده‌اند در مسیر خود سنگ‌ها را خرد می‌کنند و حجم زیادی از مواد را دور می‌کنند. ریشه‌های گیاه گاهی وارد سنگ‌ها می‌شوند و آنها را از هم جدا می‌کنند، و در نتیجه تجزیه می‌شوند. دفن حیوانات ممکن است به تجزیه سنگ کمک کند. با این حال، چنین تأثیرات بیوتیکی معمولاً در مقایسه با تأثیرات شدید جسمی آب، یخ، باد و تغییر دما از اهمیت کمی برخوردار هستند.
انواع عوامل مؤثر بر هوازدگی فیزیکی:
الف) انجماد آب درون سنگها (انجماد آب ۹ درصد به حجمش اضافه می‌کند و با انجماد آب درون شکاف سنگها و افزایش حجم، فشار نیز زیاد شده و سنگ می‌شکند. نمونه: بیشتر در نواحی کوهستانی)
ب) انبساط و انقباض قشر نازکی از سنگ‌ها در اثر دمای هوا. بیشتر در نواحی و خشک که تغییرات دمای روزانه آنها یشتر از ۳۰ درجه سانتی گراد است.
ج) کاهش فشار لایه‌های فوقانی سنگها: کاهش فشار توده‌ها و سنگهای رسوبی درحال فرسایش موجب می‌شود ورقه‌هایی نیز به موازات هم از سطح سنگها جدا می‌شوند. این پدیده که موجب ایجاد لایه‌های پوست پیازی می‌شوند ورقه ای شدن می‌نامند. مانند: دیواره تونل‌های عمودی که در معادن حفر می‌شود و با کاهش فشار سنگها از دیواره به بیرون پرتاب می‌شوند.
د) تشکیل بلور در شکاف سنگ‌ها: بسیاری از شکستگی‌ها در اثر انبساط ناشی از رشد بلورها در میان شکاف سنگ‌ها خصوصاً در نواحی بیابانی رخ می‌دهند.
ه) فعالیت موجودات زنده (انسان، جانوران حفار و گیاهان که ریشه‌های آنها در جستجوی مواد معدنی به داخل سنگها فرومی‌روند و با رشد خود قطعات سنگ را از هم دور می‌کنند)
و) وزش باد: برخورد شن و ماسه‌های سوار بر باد با سطح سنگ‌ها در طی سالیان دراز می‌تواند باعث سایش و ایجاد اشکال متنوعی در سنگها شود.

### هوازدگی گرمایی
هوازدگی استرس حرارتی، که گاهی اوقات هوازدگی در تلقیح نامیده می‌شود، از انبساط و انقباض سنگ ناشی از تغییرات دما است. به عنوان مثال، گرم کردن سنگها در اثر نور خورشید یا آتش‌سوزی می‌تواند باعث گسترش مواد معدنی تشکیل دهنده آنها شود. با افزایش برخی مواد معدنی بیش از سایرین، تغییرات دما تنش‌های متفاوتی ایجاد می‌کنند که در نهایت باعث شکسته شدن سنگ می‌شوند. از آنجا که سطح بیرونی یک سنگ اغلب گرمتر یا سردتر از قسمت‌های داخلی محافظت شده است، ممکن است برخی از سنگ‌ها با لایه برداری هوا شوند - لایه برداری از لایه‌های بیرونی. اگر یخ در ترک‌های سطح ایجاد شود، ممکن است این روند به سرعت تسریع شود. هنگامی که آب منجمد می‌شود، با نیرویی در حدود ۱۴۶۵ میکروگرم بر متر مربع منبسط می‌شود و توده‌های سنگی عظیم را تجزیه می‌کند و دانه‌های معدنی را از قطعات کوچکتر جدا می‌کند.

### آزادسازی فشار

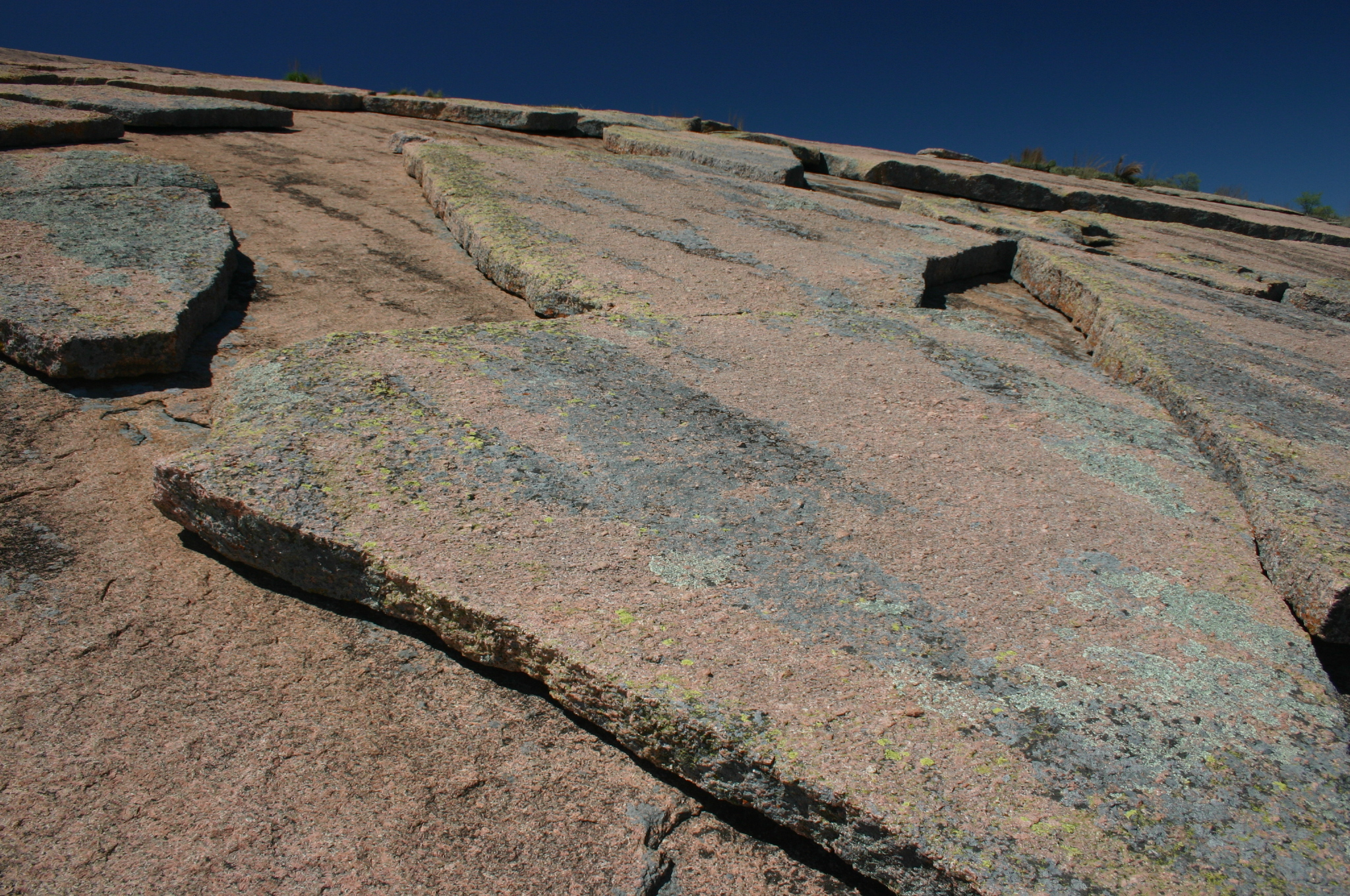
آزادسازی فشار می‌تواند باعث ایجاد ورق‌های گرانیتی لایه برداری شده، که در تصویر نشان داده شده است، شود.

در آزادسازی فشار، که همچنین به عنوان تخلیه بار شناخته می‌شود، مواد پوشاننده (نه لزوماً سنگ) برداشته می‌شوند (با فرسایش یا فرایندهای دیگر) که باعث می‌شود سنگهای زیرین به‌طور موازی با سطح گسترش و شکستگی پیدا کنند.

## هوازدگی شیمیایی
هوازدگی شیمیایی، هوازدگی‌ای است که در آن ترکیب اکسیژن و رطوبت سنگ‌ها باعث می‌شود که علاوه بر متلاشی شدن سنگ‌ها، ترکیب شیمیایی آن‌ها نیز تغییر یابد.
هوازدگی شیمیایی ترکیب سنگ‌ها را تغییر می‌دهد، غالباً هنگام تعامل آب با مواد معدنی، آنها را تغییر می‌دهد تا واکنش‌های شیمیایی مختلفی ایجاد کند. هوازدگی شیمیایی یک فرایند تدریجی و مداوم است زیرا کانی‌شناسی سنگ با محیط سطح نزدیک تنظیم می‌شود. مواد معدنی جدید یا ثانویه از مواد معدنی اصلی سنگ ایجاد می‌شود. در این روش فرایندهای اکسیداسیون و هیدرولیز از مهم‌ترین آنهاست. هوازدگی شیمیایی توسط عوامل زمین‌شناسی مانند وجود آب و اکسیژن و همچنین توسط عوامل بیولوژیکی مانند اسیدهای تولید شده توسط متابولیسم میکروبی و ریشه گیاه تقویت می‌شود.
روند بالا رفتن بلوک کوه در معرض قرار گرفتن قشرها جدید سنگ در جو و رطوبت بسیار مهم است و باعث می‌شود هوازدگی شیمیایی مهمی رخ دهد. انتشار قابل توجهی از یون کلسیم و یون‌های دیگر درآب‌های سطحی رخ می‌دهد.

### انحلال و گاز زدایی
بارش باران، اسیدی است زیرا دی‌اکسید کربن جوی در آب باران حل می‌شود و باعث تولید اسید کربنیک ضعیف می‌شود. در محیط‌های آلوده، pH باران در حدود ۵٫۶ است. باران اسیدی هنگامی رخ می‌دهد که گازهایی مانند دی‌اکسید گوگرد و اکسیدهای ازت در جو وجود داشته باشد. این اکسیدها در آب باران واکنش می‌دهند تا اسیدهای قوی‌تری تولید کنند و می‌توانند pH را به ۴٫۵ یا حتی ۳٫۰ کاهش دهند. دی‌اکسید گوگرد، SO2، ناشی از فوران آتشفشانی یا از سوخت‌های فسیلی است، می‌تواند در آب باران به اسید سولفوریک تبدیل شود، که می‌تواند باعث ایجاد هوازدگی محلول در صخره‌هایی شود که روی آن می‌ریزند.
بعضی از مواد معدنی به دلیل حلالیت طبیعی (مانند تبخیر)، پتانسیل اکسیداسیون (مواد معدنی غنی از آهن، مانند پیریت) یا عدم ثبات نسبت به شرایط سطحی (به سری انحلال گلدیچ مراجعه کنید) از طریق انحلال طبیعی، حتی بدون آب اسیدی، آب و هوا می‌شود.

### هوازدگی زیستی

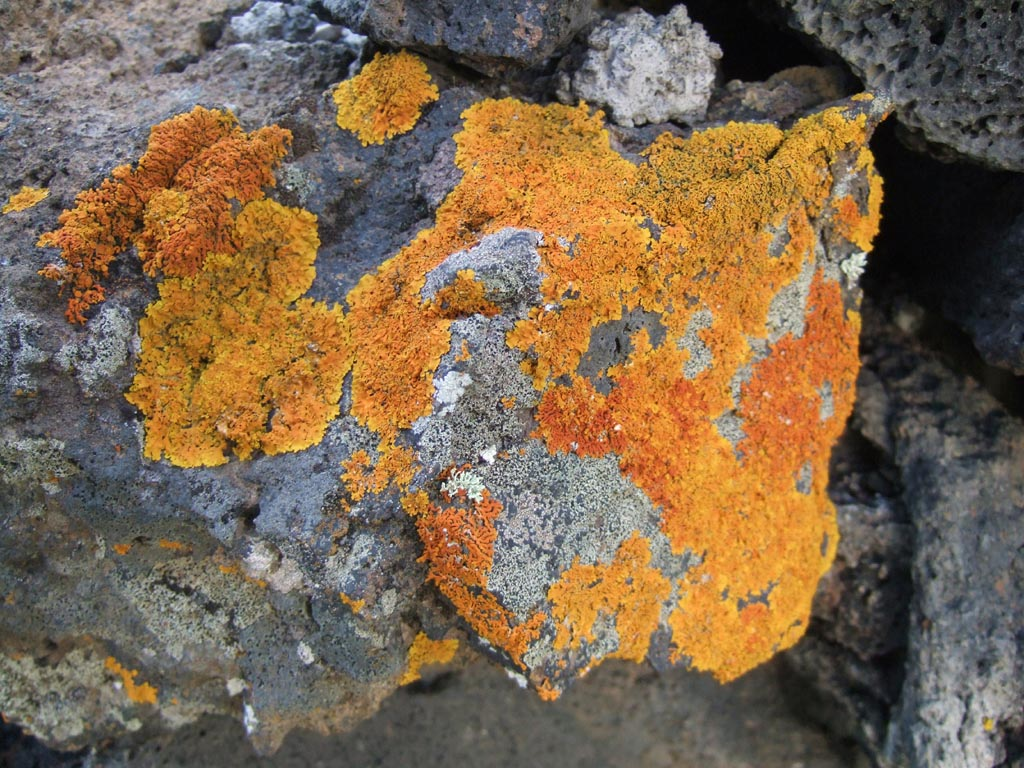
هوازدگی بیولوژیکی بازالت توسط گلسنگ، لا پالما.

تعدادی از گیاهان و حیوانات ممکن است از طریق ترکیب ترکیبات اسیدی، هوای شیمیایی ایجاد کنند، یعنی اثر رشد خزه روی سقف‌ها را هواشناسی طبقه‌بندی کنند. هوازدگی معدنی همچنین توسط میکروارگانیسم‌های خاک قابل شروع یا تسریع است. تصور می‌شود گلسنگ‌ها روی سنگ‌ها باعث افزایش نرخ هوازدگی شیمیایی می‌شوند. به عنوان مثال، یک مطالعه آزمایشی در مورد گرانیت hornblende در نیوجرسی، ایالات متحده، نشان داد که افزایش ۳ تا ۴ برابری سرعت هوازدگی در سطوح پوشیده از گلسنگ در مقایسه با سطوح سنگی لختی که اخیراً در معرض آن قرار گرفته است.
رایج‌ترین اشکال هوازدگی بیولوژیکی ، انتشار ترکیبات کلات (یعنی اسیدهای آلی، سایدروفورها) و مولکول‌های اسیدی کننده (یعنی پروتون‌ها، اسیدهای آلی) توسط گیاهان است به طوری که ترکیبات حاوی آلومینیوم و آهن موجود در خاکهای زیر آنها را می‌شکنند. پوسیدگی بقایای گیاهان مرده در خاک ممکن است اسیدهای آلی را تشکیل دهد که با حل شدن در آب باعث هوازدگی شیمیایی می‌شوند. انتشار شدید ترکیبات کلاتی به راحتی می‌تواند بر روی سنگها و خاک‌های اطراف تأثیر بگذارد و ممکن است به podsolisation خاک‌ها منجر شود.
قارچهای میکرووریزی همزیستی مرتبط با سیستم‌های ریشه درختی می‌توانند مواد مغذی معدنی از مواد معدنی مانند آپاتیت یا بیوتیت را آزاد کنند و این مواد مغذی را به درختان منتقل کنند، بنابراین به تغذیه درخت کمک می‌کنند. همچنین اخیراً مشخص شد که جوامع باکتریایی می‌توانند بر پایداری مواد معدنی و منجر به آزاد شدن مواد مغذی معدنی تأثیر بگذارند. تا به امروز، طیف وسیعی از سویه‌های باکتریایی یا جوامع از جنس‌های متنوع گزارش شده است که قادر به استعمار سطوح معدنی یا به وجود آمدن مواد معدنی هستند و برای برخی از آنها یک اثر تقویت کننده رشد گیاه نشان داده شده است. مکانیسم‌های نشان داده شده یا فرضیه مورد استفاده توسط باکتری‌ها به مواد معدنی آب و هوا شامل چندین واکنش اکسیداسیون و انحلال و همچنین تولید عوامل هوازدگی مانند پروتون‌ها، اسیدهای آلی و مولکول‌های کلات می‌باشد.